# Varm sommer
|  | Denne artikel er oprettet af botten PalnaBot ud fra en ekstern database. Den kan derfor have sproglige fejl eller mangler. Denne skabelon kan fjernes efter kontrol af indholdet. |

Varm sommer er en kortfilm fra 1995 instrueret af Malene Kirkegaard Nielsen efter manuskript af Malene Kirkegaard Nielsen.